# 厭跨女症
厭跨女症（英語：Transmisogyny或Trans-misogyny），是跨性別恐懼症和厭女症的交集。跨性別恐懼症被定義為“對跨性別者的無理恐懼，厭惡或歧視”。厭女症被定義為“對女性的仇恨”。因此，厭跨女症包括對性別頻譜偏向女性一側的跨性別人士或變性人持負面的態度，仇恨和歧視，特別是跨性別女性。

## 狀況
跨性別女性因為轉換為性別階級低的女性而被歧視，跨性別男性相對沒有這個問題，由父權文化下的厭女與恐跨交織性歧視，同時面臨女性與跨性別的雙重弱勢身分，像是半數以上的跨性別女性都在生命中遇過各種形式的性暴力經驗，具有陰柔氣質的性別酷兒也深受此害。

## 與恐跨症之間的差異
厭跨女症與恐跨症並不一樣，恐跨症是指對於所有跨性別者（包含跨性別男性與跨性別女性）的恐懼與歧視，厭跨女症則針對跨性別女性，這牽涉到順性別主義與男性沙文主義下，性別實際存在著不平等問題，普遍上社會歧視女性，女性被視為次等的，跨女便是從原本應為既得利益者的身分成為性別階級較為低階的女性，承襲對男性的期待，與對女性的貶抑，因此受到嚴重的貶抑

## 排除
跨性別女性常常被排除在對女性的保護與保障之外，特別是女性空間的使用，因此更容易遭到針對女性的歧視、騷擾與暴力，並成為被高度針對的目標。原因常是跨性別女性常常被誤認為是別有所圖的順性別男性，與被部分順性別女性主義者認為帶有男性優勢，抑或著認為社會性別與性別認同是父權的產物，所以跨性別女性不如順性別女性一樣是「天生自然」的女性。

## 歧視類別

### 樣貌歧視
我們可以發現不符合主流審美觀與異性戀男性凝視的跨性別女性，遭到更加惡劣的歧視與異樣眼光；更難以取得社會上的資源，而且也很難有辦法避免遭受暴力。

### 不孕歧視
跨性別女性常因為無法依照自我認同的性別角色生育，或者是經過絕育手術，特別是因為無法懷孕，而遭到歧視。像是基於此原因而被認為不是「真正的女人」，或是在強調傳宗接代的文化下，被認為是次等的女性。

### 跨性別女同志
有一種針對跨性別女同志（喜歡女性的跨性別女性）的歧視，稱作恐跨女同或恐跨拉（Translesbophobia），同時是厭女、恐同、恐跨，以及恐拉與厭跨女等交叉歧視，多半是社會假定跨性別者一定是異性戀者（喜歡的性別一定與性別認同相反），作為一種異性戀主義與性別二元的展現。

### 跨性別娼妓
許多跨性別女性會因為社會壓迫，諸如：就學就業歧視、原生家庭的經濟斷絕、醫療需求（賀爾蒙、整形、性別重置手術）等需求，因此從事性產業。但同時這也是由於社會將跨性別女性給色情化與獵奇化所造成的，嫖客許多為異性戀男性覺得好玩、新奇、嘗鮮等因素而進行交易，因此常有不尊重甚至對跨性別娼妓施暴的現象。或者有些跨性別娼妓會隱瞞身分為順性別女性，但被發現時就很容易因客人惱羞成怒或感覺被欺騙，而遭受暴力。